# Grundlohnsumme
Unter Grundlohnsumme (GLS) versteht man die Summe der beitragspflichtigen Löhne und Gehälter, aus denen Krankenversicherungsbeiträge zu leisten sind, also die bundesweite Gesamtsumme des beitragspflichtigen Arbeitsentgelts, aus dem die Beiträge zur Krankenversicherung errechnet werden. Das Beitragsaufkommen aus der Grundlohnsumme ist die Haupteinnahmequelle des Gesundheitsfonds. Die Beiträge werden zunächst von den Krankenkassen eingezogen, danach an den Gesundheitsfonds überwiesen. Anschließend erhalten die Krankenkassen nach einem bestimmten Schlüssel (Morbi-RSA, bzw. Risikostrukturausgleich) Zuweisungen aus dem Gesundheitsfonds. § 71 Abs. 3 SGB V legt fest, dass die Vergütungen für Leistungen der gesetzlichen Krankenversicherung so auszugestalten sind, dass grundsätzlich keine Beitragssatzerhöhungen notwendig werden (Grundsatz der Beitragssatzstabilität).
Die jährliche Veränderungsrate der Grundlohnsumme (Grundlohnsummenveränderungsrate) wurde 2003 im Rahmen des Gesundheitsstrukturgesetzes als Referenzgröße für die Fortschreibung der einzelnen Budgetierungen im Gesundheitswesen herangezogen.
Die Veränderungsrate wird jeweils zum 15. September eines Jahres durch das Bundesministerium für Gesundheit (BMG) veröffentlicht. Sie berechnet sich aus den durchschnittlichen Veränderungsraten der beitragspflichtigen Einnahmen aller Mitglieder der Krankenkassen für den Zeitraum des zweiten Halbjahres des Vorjahres und des ersten Halbjahres des jeweils aktuellen Jahres im Vergleich zur jeweiligen Vorjahresperiode. Sie gilt dann als Referenzgröße für das Folgejahr.
Die GLS-Veränderung ist nur eines von mehreren Kriterien, die als Grundlage für die jährlichen Vertragsverhandlungen zwischen Kassen(zahn)ärztlichen Vereinigungen und Krankenkassen hinsichtlich der Honoraranpassung dienen. Sie dient der einnahmeorientierten Ausgabenpolitik.

## Veränderungsrate gemäß § 71 Abs. 3 SGB V
Bekanntmachungen des BMG im Bundesanzeiger, Stand: Februar 2025 – Gültigkeit jeweils für das angegebene Folgejahr.
| Grundlohnsummen- veränderungsrate | Grundlohnsummen- veränderungsrate | Grundlohnsummen- veränderungsrate |
| Jahr                              | Veränderungsrate                  |                                   |
| --------------------------------- | --------------------------------- | --------------------------------- |
| 2025                              | 4,41 %                            |                                   |
| 2024                              | 4,22 %                            |                                   |
| 2023                              | 3,45 %                            |                                   |
| 2022                              | 2,29 %                            |                                   |
| 2021                              | 2,53 %                            |                                   |
| 2020                              | 3,66 %                            |                                   |
| 2019                              | 2,65 %                            |                                   |
| 2018                              | 2,97 %                            |                                   |
| 2017                              | 2,50 %                            |                                   |
| 2016                              | 2,95 %                            |                                   |
| 2015                              | 2,53 %                            |                                   |
| 2014                              | 2,81 %                            |                                   |
| 2013                              | 2,03 %                            |                                   |
| 2012                              | 1,98 %                            |                                   |
| 2011                              | 1,15 %                            |                                   |
| 2010                              | 1,54 %                            |                                   |
| 2009                              | 1,41 %                            |                                   |
| 2008                              | 0,64 %                            |                                   |
| 2007                              | 0,79 %                            |                                   |
| 2006                              | 0,97 %                            |                                   |
| 2005                              | 0,38 %                            |                                   |
| 2004                              | 0,17 %                            |                                   |
| 2003                              | 1,06 %                            |                                   |
| 2002                              | 1,89 %                            |                                   |
| 2001                              | 1,63 %                            |                                   |

| GLS-Schätzung des Schätzerkreises                 | GLS-Schätzung des Schätzerkreises |
| Jahr                                              | je Versicherten*                  |
| ------------------------------------------------- | --------------------------------- |
| 2025                                              | ... %                             |
| 2024                                              | 7,1 %                             |
| 2023                                              | ... %                             |
| 2022                                              | ... %                             |
| 2021                                              | 6,5 %                             |
| 2020                                              | 3,6 %                             |
| 2019                                              | 3,7 %                             |
| 2018                                              | 4,8 %                             |
| 2017                                              | 3,9 %                             |
| 2016                                              | 3,4 %                             |
| 2015                                              | 3,7 %                             |
| 2014                                              | 5,4 %                             |
| 2013                                              | 4,9 %                             |
| 2012                                              | 3,5 %                             |
| 2011                                              | 2,2 %                             |
| 2010                                              | −0,2 %                            |
| 2009                                              | 0,6 %                             |
| *Anstieg der Zuwendungen aus dem Gesundheitsfonds |                                   |

| Inflationsrate Deutschland | Inflationsrate Deutschland |
| Jahr                       | %                          |
| -------------------------- | -------------------------- |
| 2025                       | 2,0 %**                    |
| 2024                       | 2,2 %                      |
| 2023                       | 5,9 %                      |
| 2022                       | 7,9 %                      |
| 2021                       | 3,1 %                      |
| 2020                       | 0,5 %                      |
| 2019                       | 1,4 %                      |
| 2018                       | 1,9 %                      |
| 2017                       | 1,8 %                      |
| 2016                       | 0,5 %                      |
| 2015                       | 0,3 %                      |
| 2014                       | 0,9 %                      |
| 2013                       | 1,5 %                      |
| 2012                       | 2,1 %                      |
| 2011                       | 2,3 %                      |
| 2010                       | 1,1 %                      |
| 2009                       | 0,4 %                      |
| 2008                       | 2,6 %                      |
| 2007                       | 2,3 %                      |
| 2006                       | 1,6 %                      |
| 2005                       | 1,5 %                      |
| 2004                       | 1,7 %                      |
| 2003                       | 1,0 %                      |
| 2002                       | 1,5 %                      |
| 2001                       | 1,9 %                      |
| **Prognose Destatis        |                            |

| Veränderung der Beitragsbemessungsgrenze***        | Veränderung der Beitragsbemessungsgrenze*** |
| Jahr                                               | gegenüber Vorjahr                           |
| -------------------------------------------------- | ------------------------------------------- |
| 2025                                               | 6,62 %                                      |
| 2024                                               | 4,05 %                                      |
| 2023                                               | 3,49 %                                      |
| 2022                                               | 0,00 %                                      |
| 2021                                               | 2,88 %                                      |
| 2020                                               | 2,96 %                                      |
| 2019                                               | 2,27 %                                      |
| 2018                                               | 3,13 %                                      |
| 2017                                               | 2,40 %                                      |
| 2016                                               | 2,46 %                                      |
| 2015                                               | 2,52 %                                      |
| 2014                                               | 2,59 %                                      |
| 2013                                               | 2,66 %                                      |
| 2012                                               | 2,73 %                                      |
| 2011                                               | −1,00 %                                     |
| 2010                                               | 2,04 %                                      |
| 2009                                               | 1,41 %                                      |
| 2008                                               | 2,08 %                                      |
| 2007                                               | 0,00 %                                      |
| 2006                                               | 1,05 %                                      |
| 2005                                               | 1,09 %                                      |
| 2004                                               | 1,07 %                                      |
| 2003                                               | 2,22 %                                      |
| 2002                                               | 1,38 %                                      |
| 2001                                               | 1,16 %                                      |
| ***Kranken- und Pflegeversicherung 2025: 73.800.-€ |                                             |

| Höhe des Bundeszuschusses****     | Höhe des Bundeszuschusses**** |
| Jahr                              | Milliarden €                  |
| --------------------------------- | ----------------------------- |
| 2025                              | 14,5                          |
| 2024                              | 14,5                          |
| 2023                              | 16,5                          |
| 2022                              | 28,5                          |
| 2021                              | 19,5                          |
| 2020                              | 18                            |
| 2019                              | 14,5                          |
| 2018                              | 14,5                          |
| 2017                              | 14,5                          |
| 2016                              | 14                            |
| 2015                              | 11,5                          |
| 2014                              | 10,5                          |
| 2013                              | 11,5                          |
| 2012                              | 14                            |
| 2011                              | 15,3                          |
| 2010                              | 15,7                          |
| 2009                              | 7,2                           |
| 2008                              | 2,5                           |
| 2007                              | 2,5                           |
| 2006                              | 4,2                           |
| 2005                              | 2,5                           |
| 2004                              | 1                             |
| ****Zuschuss zum Gesundheitsfonds |                               |

Die gelb markierten Positionen bedeuten, dass die Punktwerte und Gesamtvergütungen für die vertragszahnärztliche Behandlung {ohne Zahnersatz} durch § 85 Abs. 2d, Abs. 3a  im Jahr 2023 höchstens um die um 0,75 Prozentpunkte und im Jahr 2024 höchstens um die um 1,5 Prozentpunkte verminderte Veränderungsrate der beitragspflichtigen Einkommen im jeweiligen Jahr steigen. Dies bedeutet, dass die Punktwerte und die Gesamtvergütung für das Jahr 2023 um höchstens 2,7 % steigen dürfen, ausgenommen Vorsorgeleistungen.
Die orange markierten Positionen wurden durch § 85 Abs. 3f SGB V abgesenkt:
Die maximale Veränderungsrate wurde für 2011 um 0,25 % auf 0,98 % und für 2012 um 0,5 % auf 1,48 % abgesenkt.

### Beispiel
Es wird die Grundlohnsumme des Zeitraums 1. Juli 2020 bis 30. Juni 2021 mit der Grundlohnsumme des Zeitraums 1. Juli 2021 bis 30. Juni 2022 verglichen. Diese Veränderungsrate ist die Referenzgröße für das Kalenderjahr 2023 (in der Tabelle +3,45 %).

### Schätzertableau
Unabhängig von der Grundlohnsummensteigerungsrate und dem Grundlohnsummenzuwachs setzt der Schätzerkreis beim Bundesamt für Soziale Sicherung die Erhöhung des Pro-Kopf-Betrags fest, den die Krankenkassen je Versicherten aus dem Gesundheitsfonds erhalten. Die Schätzungen beziehen sich jeweils auf das Kalenderjahr. Die Erhöhungsrate beträgt für das Jahr 2018 4,8 %. Die Erhöhungsrate betrug für das Jahr 2016 5,4 %. Der Schätzerkreis rechnet für 2016 mit Ausgaben der GKV in Höhe von 220,6 Mrd. Euro, was einem Zuwachs von 5,4 % (4,6 % je Versicherten) gegenüber 2015 entspricht.
Der Schätzerkreis ging für das Jahr 2014 von Ausgaben in Höhe von 200,4 Mrd. Euro aus. Dies entspricht einer Zunahme um 5,0 % je Versicherten. Die voraussichtlichen Ausgaben der Krankenkassen für das Jahr 2015 würden laut Schätzerkreis 209,5 Mrd. Euro betragen. Dies entspricht einer Zunahme um 4,1 % je Versicherten.

### Inflationsrate/Beitragsbemessungsgrenze
Die Inflationsrate und die Veränderungsrate der Beitragsbemessungsgrenze zur Kranken- und Pflegeversicherung sind zum Vergleich daneben gestellt. Die Beitragsbemessungsgrenze wird jährlich in dem Verhältnis angepasst, in dem die Bruttolöhne und -gehälter je Arbeitnehmer (gemäß § 68 Abs. 2 Satz 1 SGB VI) im vergangenen Jahr zu den entsprechenden Bruttolöhnen und -gehältern im vorvergangenen Kalenderjahr stehen (aufgerundet auf das nächsthöhere Vielfache von 600).

### Krankenkassenbeitrag
Der Krankenkassenbeitrag für Pflichtversicherte der gesetzlichen Krankenversicherung liegt generell bei 14,6 Prozent des Einkommens. Er wird hälftig von Arbeitgeber und Arbeitnehmer getragen. Die Kassen können jedoch einen individuellen Zusatzbeitrag festlegen, der vom Arbeitnehmer zu leisten ist. Daher schwankt der tatsächliche Krankenkassenbeitrag 2022 je nach Bundesland insgesamt zwischen 14,95 Prozent und 17,1 Prozent.

## Beanstandungsrecht der Aufsichtsbehörden
§ 71 Abs. 4 SGB V räumt den Aufsichtsbehörden ein Beanstandungsrecht, also die Kontrolle der Einhaltung der Honorarabschlüsse ein:

„Die Vereinbarungen über die Vergütung der Leistungen nach § 57 Abs. 1 und 2, §§ 83, 85 sind den für die Vertragsparteien zuständigen Aufsichtsbehörden vorzulegen. … Die Aufsichtsbehörden können die Vereinbarungen bei einem Rechtsverstoß innerhalb von zwei Monaten nach Vorlage beanstanden.“

Die Aufsichtsbehörden für die Kassenärztlichen Vereinigungen, die Kassenzahnärztlichen Vereinigungen und die Regionalkassen sind die Gesundheitsministerien der Länder.
Aufsichtsbehörde für die Kassenärztliche Bundesvereinigung, die Kassenzahnärztliche Bundesvereinigung und bundesweite bzw. überregionale Krankenkassen ist das Bundesamt für Soziale Sicherung.

## Kritik
Die feste Anbindung der (zahn)ärztlichen Honorarsteigerungen an die GLS-Veränderungsrate führte, da diese weit überwiegend unter der Inflationsrate liegt, jedes Jahr zu einer realen Honorarabsenkung. Die jährliche Inflationsrate betrug im gleichen Zeitraum von 2001 bis 2012 zwischen 1,4 % und 2,8 %, durchschnittlich 1,6 %. Demgegenüber betrug die durchschnittliche GLS-Veränderung 1,13 %. Im zahnärztlichen Bereich sank sie im dargestellten Zeitraum theoretisch jährlich sogar um 0,53 % unter die Inflationsrate: Für die Jahre 2011 und 2012 wurde sie nämlich zusätzlich durch ein weiteres Kostendämpfungsinstrument abgesenkt: Es heißt hierzu in § 85 SGB V für den Bereich der zahnärztlichen Versorgung:
„(3f) Die nach Absatz 3 zu vereinbarenden Veränderungen der Gesamtvergütungen als Ausgabenvolumen für die Gesamtheit der zu vergütenden vertragszahnärztlichen Leistungen ohne Zahnersatz dürfen sich im Jahr 2011 höchstens um die um 0,25 Prozentpunkte verminderte und im Jahr 2012 höchstens um die um 0,5 Prozentpunkte verminderte nach § 71 Absatz 3 für das gesamte Bundesgebiet festgestellte Veränderungsrate verändern; dies gilt nicht für Leistungen der Individualprophylaxe und Früherkennung.“
Allein dadurch sank im zahnärztlichen Bereich der Realwert der Honorare seit 2003 um über 6 %, sofern in allen jährlich stattgefundenen Vertragsverhandlungen mit den Krankenkassen die volle GLS-Steigerung auch tatsächlich gesamtvergütungserhöhend vereinbart worden ist. Dies ist vielfach nicht erreicht worden.
In diesem Artikel wird allein die Grundlohnsumme und ihre Veränderung isoliert betrachtet. Hinsichtlich des tatsächlich erreichten Honorars für den einzelnen Arzt sind jedoch zahlreiche andere Komponenten mit einzubeziehen. Beispielsweise wird bei einer Zunahme der Leistungsmenge, also der Summe aller ärztlichen Leistungen, die ggf. höher ausfällt als die GLS-Veränderung, kein zusätzliches Honorarvolumen generiert. Es kam deshalb auch bei einer Steigerung der Gesamtvergütung um die GLS-Veränderung zu einer Honorarminderung für den einzelnen Arzt. Das Morbiditätsrisiko liegt auf Seiten der (Zahn-)Ärzteschaft. Ebenso wird bei einer Zunahme der Ärztezahlen, die Gesamtvergütung auf mehr Ärzte verteilt, so dass es auch dadurch zu weiteren Honorarminderungen für den einzelnen Arzt kommen kann. Die Komplexität des Themas Honorarsteigerung wird am Beispiel der Regelleistungsvolumina deutlich. Die Höhe der Gesamtvergütung folgt demnach nicht der demographischen Entwicklung, der Änderung der Morbidität, dem medizinischen Fortschritt oder der Arztzahlentwicklung, sondern ist gesetzlich auf die Steigerung der Grundlohnsumme beschränkt. Sie folgt also nicht dem Bedarf, sondern einem geringer wachsenden sachfremden Parameter.
Jedoch können weitere Faktoren auch eine höhere Steigerung der Gesamtvergütungsobergrenze zulassen.
Auch andere Berufsgruppen und alle Heilmittelerbringer sind von der Grundlohnsumme abhängig. Der Deutsche Verband für Physiotherapie (ZVK) und der Bundesverband der selbständigen Physiotherapeuten (IFK) versuchen seit einiger Zeit die Grundlohnsummenbindung für die Physiotherapie abzuschaffen. Gerade schlechter bezahlte Berufsgruppen leiden unter der ständigen relativen Senkung der Löhne, was sich teilweise existenzbedrohend auswirkt.

## Weitere Anpassungskriterien
In der vertragszahnärztlichen Versorgung gelten ab 2013 neben der Grundlohnsummenveränderungsrate weitere Anpassungskriterien. Gemäß § 85 Abs. 3 vereinbaren die Vertragsparteien des Gesamtvertrages die Veränderungen der Gesamtvergütungen unter Berücksichtigung
- der Zahl und Struktur der Versicherten,
- der Morbiditätsentwicklung,
- der Kosten- und Versorgungsstruktur,
- der für die vertragszahnärztliche Tätigkeit aufzuwendenden Arbeitszeit sowie
- der Art und des Umfangs der zahnärztlichen Leistungen, soweit sie auf einer Veränderung des gesetzlichen oder satzungsmäßigen Leistungsumfangs beruhen.

Bei der Vereinbarung der Veränderungen der Gesamtvergütungen ist der Grundsatz der Beitragssatzstabilität (§ 71 SGB V) in Bezug auf das Ausgabenvolumen für die Gesamtheit der zu vergütenden vertragszahnärztlichen Leistungen (ohne Zahnersatz) zu berücksichtigen.